# Siobhan Roberts
Siobhan Roberts (Belleville, Ontário, ) é uma jornalista científica, biógrafa e historiadora da matemática canadense.

## Education
Nasceu em Belleville, Ontário. Graduada em história na Queen's University, depois se formou em jornalismo na Universidade Ryerson em 1997.

## Livros
Roberts é autora de:
- King of Infinite Space: Donald Coxeter, the Man Who Saved Geometry, sobre Harold Scott MacDonald Coxeter (Walker & Company, 2006),[3] ganhador do Euler Book Prize da Mathematical Association of America[4]
- Wind Wizard: Alan G. Davenport and the Art of Wind Engineering, sobre Alan Garnett Davenport (Princeton University Press, 2012),[5] ganhador do W. Gordon Plewes History Award da Canadian Society for Civil Engineering[6]
- Genius At Play: The Curious Mind of John Horton Conway, sobre John Horton Conway (Bloomsbury, 2015)[7]